# Фалкенфелс
Фалкенфелс (њем. Falkenfels) општина је у њемачкој савезној држави Баварска. Једно је од 37 општинских средишта округа Штраубинг-Боген. Према процјени из 2010. у општини је живјело 1.009 становника. Посједује регионалну шифру (AGS) 9278120.

## Географски и демографски подаци
Фалкенфелс се налази у савезној држави Баварска у округу Штраубинг-Боген. Општина се налази на надморској висини од 489 метара. Површина општине износи 11,5 km². У самом мјесту је, према процјени из 2010. године, живјело 1.009 становника. Просјечна густина становништва износи 88 становника/km².